# Schuyler Colfax
Schuyler Colfax (23. března 1823, New York – 13. ledna 1885, Mankato, Minnesota) byl americký státník a politik.
Svou kariéru začal jako protiotrokářský a whigovský novinář v South Bend v Indianě. Do Kongresu se dostal roku 1854, stal se republikánem a předsedou sněmovny (1863–1869) a během tohoto období vystupoval proti politice prezidenta Johnsona. Za prezidenta Granta se stal od 4. března 1869 do 4. března 1873 17. viceprezidentem USA za republikány, ale nebyl znovu nominován. Jeho pověst zničil skandál Crédit Mobilier (údajné braní úplatků za fiktivní stavební zakázky).
Colfax zemřel 13. ledna 1885 ve městě Mankato, ve státě Minnesota.